# Sofie Bavorská
Sofie/Žofie Charlotta Augustýna Bavorská (23. února 1847, Mnichov – 4. května 1897, Paříž) byla bavorská princezna z rodu Wittelsbachů a sestra rakouské císařovny Alžběty a sicilské královny Marie. Po nevydařených zásnubách s bavorským králem Ludvíkem II. se provdala za vévodu z Alençonu. Zemřela při požáru budovy Bazar de la Charité v Rue Jean-Goujon v Paříži.

## Dětství
Narodila se jako nejmladší z dcer bavorského vévody Maxe a jeho ženy princezny Ludoviky. Manželství pro rozdílné povahy rodičů nebylo šťastné. Vévoda vedl prostopášný život se ženami, zatímco vévodkyně jako dcera bavorského krále Maxmiliána I. byla přísných mravů a stavovsky nepřiměřeným sňatkem trpěla. Přesto se v manželství narodilo devět dětí, z nichž se sedm dožilo dospělosti.
Nejstarší bratr Ludvík (1831–1920) se zřekl vévodského titulu z lásky k herečce Jindřišce Mendlové, později povýšené na svobodnou paní z Wallersee. Nejstarší sestra se měla stát rakouskou císařovnou, ale František Josef I. se zamiloval do mladší Alžběty (1837–1898), a tak se Helena (1834–1890) nakonec stala manželkou dědičného prince Maxmiliána Thurn-Taxise. Bratr Karel Teodor (1839–1909) si zajistil věhlas jako vynikající oční lékař. Sestry Marie (1841–1925) a Matilda (1843–1925) se provdaly za bratry, korunního prince Františka Neapolsko-Sicilského a hraběte Ludvíka Traniho. Nejmladším bratrem byl Max Emanuel (1849–1893).
Početná rodina pobývala nejčastěji v paláci na Ludwigstrasse v Mnichově, při němž vévoda dal zbudovat menažerii (cirkus) či kavárnu ve francouzském stylu, nebo na venkovském sídle Possenhofen u Starnberského jezera. Na vzdělání a výchovu dohlížela pouze matka, která se snažila dětem zajistit dobré učitele. Vyučovalo se především v paláci, v Possenhofenu děti trávily prázdniny a měly více volnosti. Hrály si na loukách i v zahradách, v lese pozorovaly zvířata, plavaly v jezeře nebo jezdily na koních. Otec kladl důraz na fyzickou zdatnost svých potomků a školu podceňoval. Když Sofie projevila hudební nadání, najali jí rodiče učitele klavíru a učitele zpěvu. Obojímu se dlouhodobě věnovala a vynikala. 

## Mládí

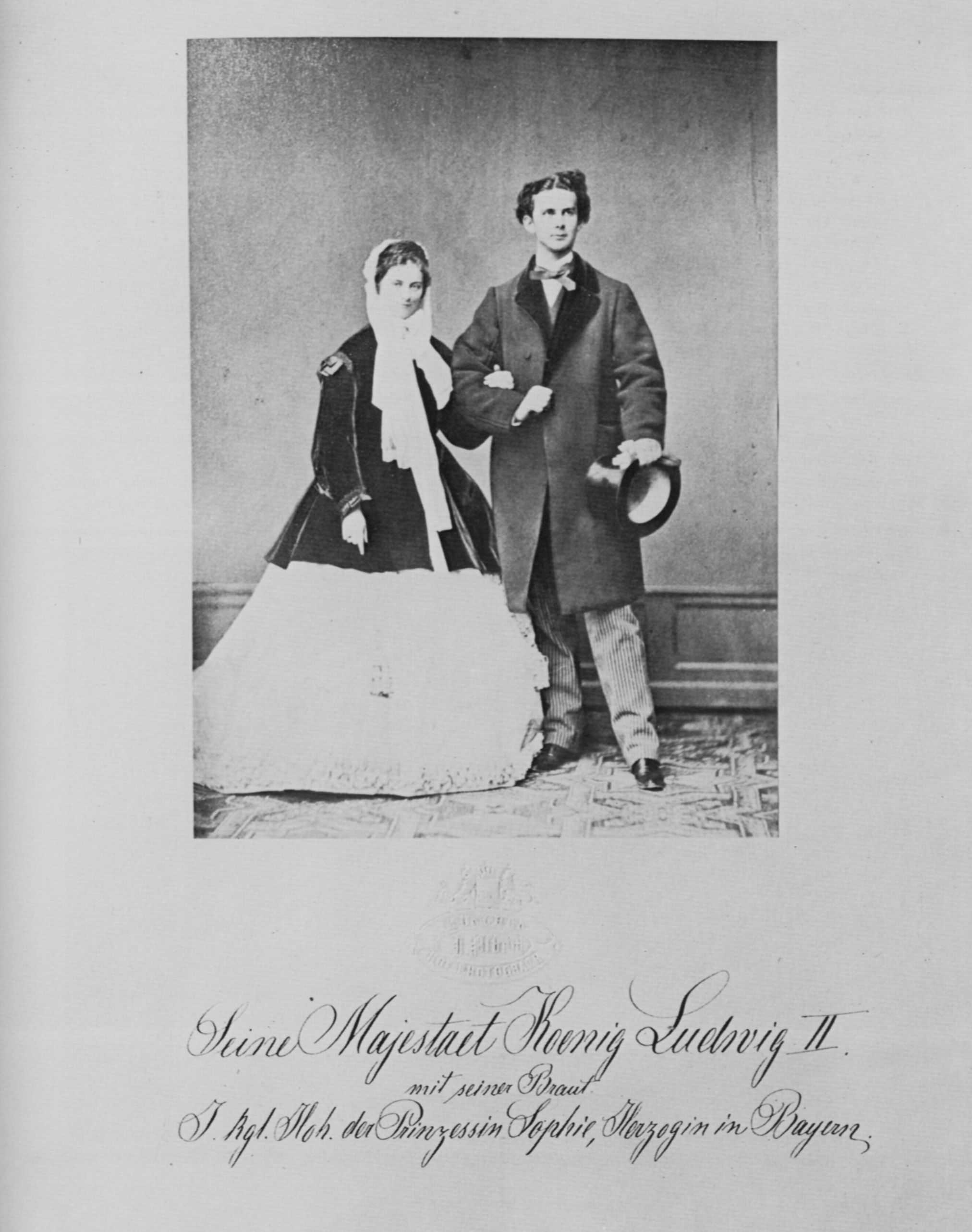
Oficiální fotografie snoubenců

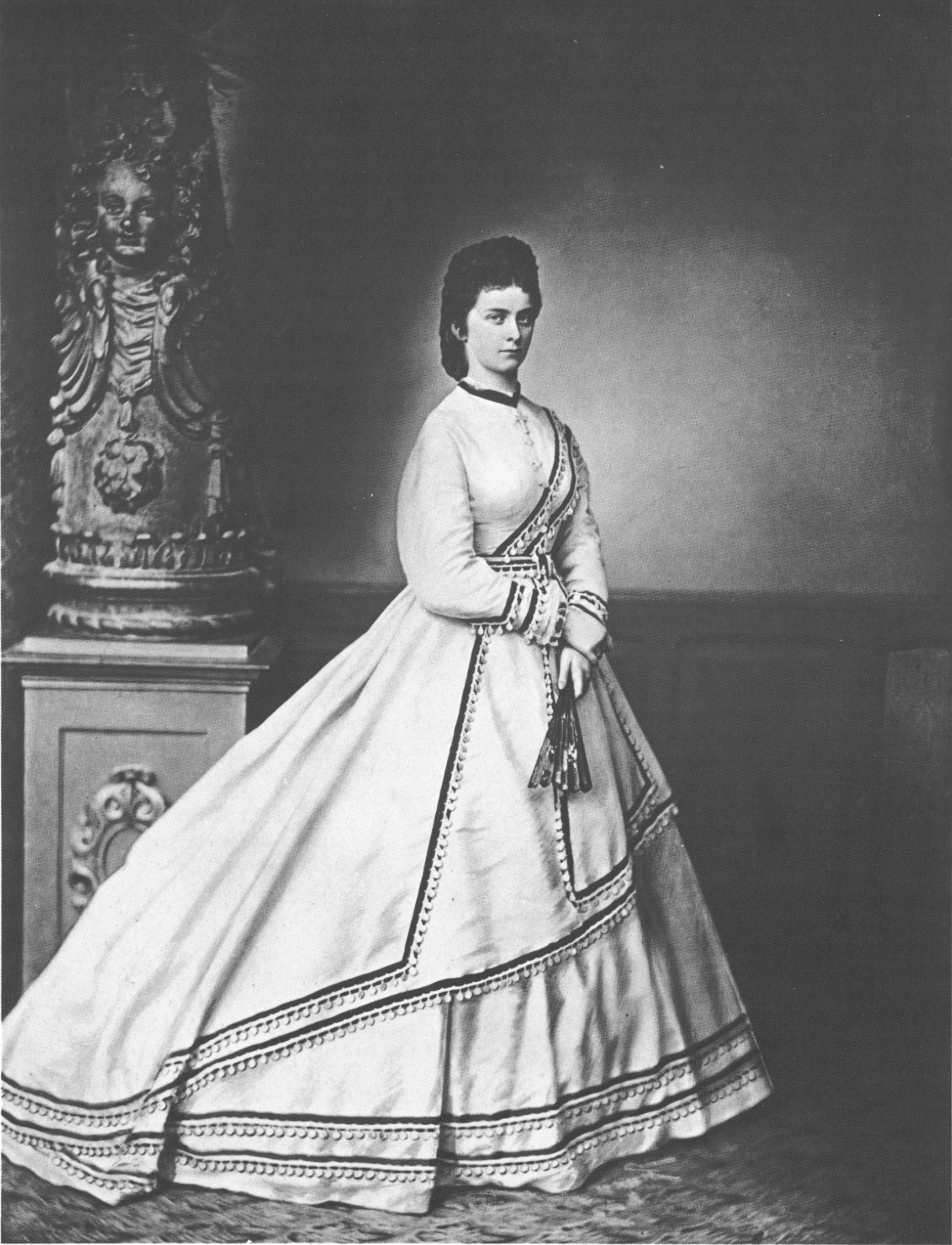
Vévodkyně Sofie v době zásnub, 1867

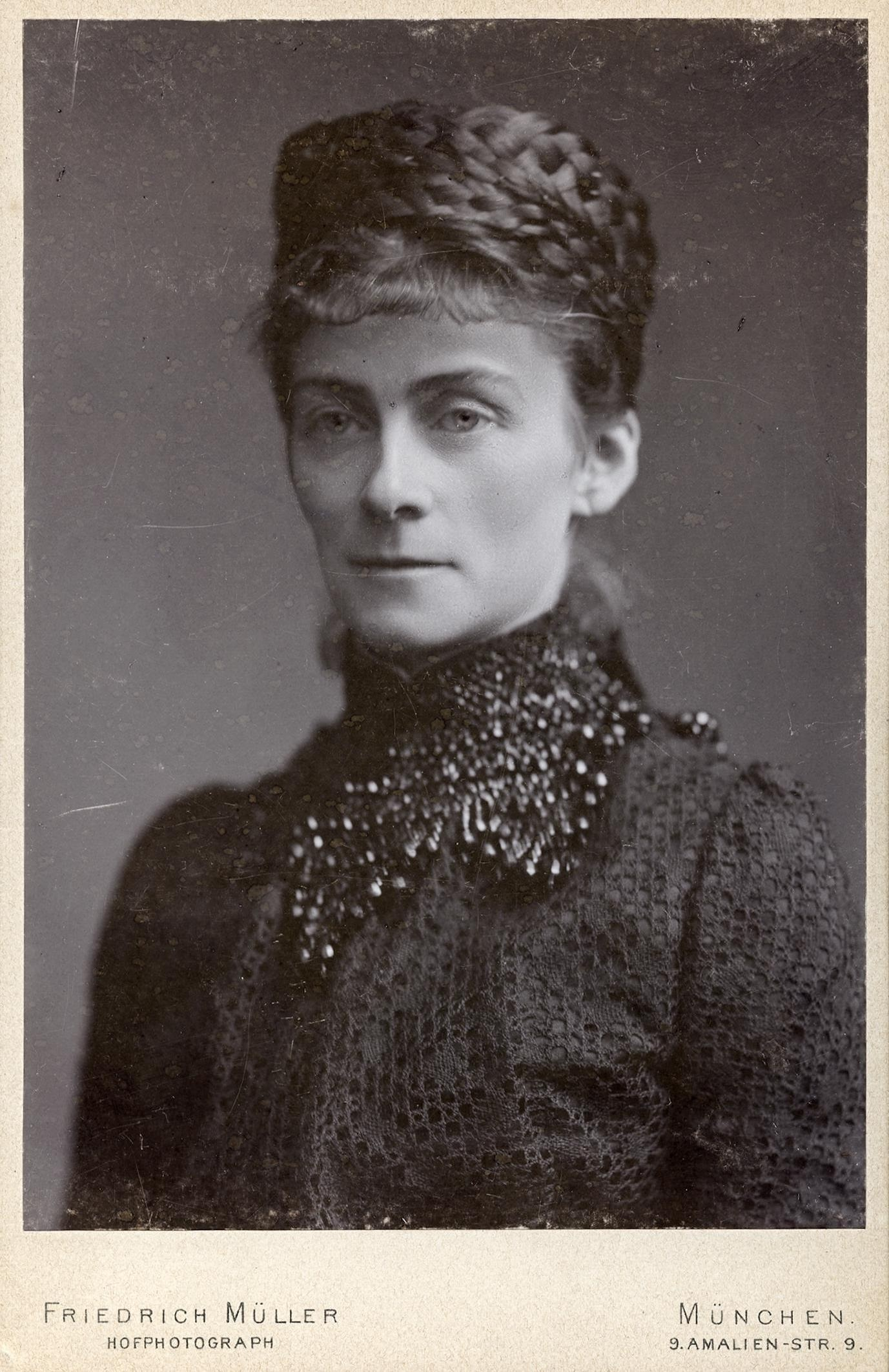
Poslední fotografie (1895–1896)

Sofie byla velmi krásná, podobně jako její sestra, rakouská císařovna Alžběta. Jako poslední neprovdaná dcera bavorského vévodského páru měla větší volnost v rozhodování o ženichovi. Postupně odmítla württemberského vévodu Filipa, portugalského prince Ludvíka i svého švagra, arcivévodu Ludvíka Viktora. Vyšla jí teprve čtvrtá nabídka k sňatku, s bavorským králem Ludvíkem II.

### Zasnoubení s bavorským králem Ludvíkem II.
Sofie nazývala Ludvíka II. svým bratrancem Pohádkový král, jak se mu později přezdívalo, miloval hudbu Richarda Wagnera. Sofie dobře ovládala hru na klavír a s Ludvíkem sdílela jeho lásku k hudbě. S králem si také často dopisovala.
Sofiina matka ovšem hleděla s obavami na jejich vztah, a když se Ludvík nedokázal o sňatku vyjádřit, jejich korespondenci zakázala. Teprve pak král vroucím dopisem zareagoval a požádal svou Elsu (jak ji v dopisech oslovoval) těmito slovy o ruku: "Moje milovaná Žofie! Poupě, jež nevědomky (jako přátelství) vyrůstalo v mém srdci, se rozvinulo: je to láska k Tobě, moje drahá Žofie, vroucí, upřímná, celistvá láska... Chceš se stát mou ženou? Mou družkou na trůně? Bavorskou královnou? Pevně a jistě věřím, že my dva spolu budeme šťastní..." Zasnoubení bylo oficiálně oznámeno 22. ledna 1867.
Ludvík ovšem nadále zůstával nerozhodný a choval se k Sofii střídavě chladně nebo zase přepjatě. Na zásnubní slavnosti ji opustil hned po prvním tanci s výmluvou, že musí pozdravit ostatní hosty a odjel do divadla na poslední dějství dramatu Schillerovy Marie Stuartovny. Jindy snoubenku navštívil, aby jí na hlavu nasadil královskou korunu, nebo si ji dal zavolat uprostřed noci, aby mu zazpívala jednu z Wagnerových árií.

### Vztah s Edgarem Hanfstaenglem
Krátce po zasnoubení se Sofie vášnivě zamilovala do mnichovského fotografa Edgara Hanfstaengla. Edgar byl vzdělaný, zcestovalý a především pohledný mladý muž. Sofie se s ním zřejmě seznámila v ateliéru jeho otce, kde vznikly její zásnubná fotografie s Ludvíkem. Milostný poměr začal zřejmě v červenci 1867. Dopisy si vyměňovali s pomocí Sofiiny služebné Toni a část se jich zachovala. Milenci se tajně scházeli také v Mnichově i Possenhofenu.
Zda o Sofiině vztahu věděl král Ludvík II., není jisté. Oficiálně oznámený termín svatby posunul ze září na říjen, na což Sofiin otec reagoval ostrou urgencí, ať nevěstu neuvádí do řečí a sňatek neodkládá. Král mezitím své snoubence napsal, že zasnoubení ruší. Oba dopisy se na cestě minuly.

## Vévodkyně z Alençonu
Po zásnubním skandálu na princeznu "zbyl" jen francouzský vévoda Ferdinand z boční větve rodu francouzských Bourbonů. Byl synem Ludvíka Karla vévody z Nemours a jeho manželky a sestřenice anglické královny Viktorie I., Viktorie Sasko-Kobursko-Kohárské. Atraktivní a šarmantní vévoda na Sofii zprvu příliš nezapůsobil, nicméně svatba se konala již 28. září 1868 v Possenhofenu. Novomanželé dosti cestovali. Po necelém roce soužití se jim narodila 19. července 1869 holčička Luisa Victoire a o tři roky později přišel na svět 18. ledna malý vévoda de Vendome Emanuel. Sofie navzdory úspěšnému manželství stále trpěla depresemi, podobně jako její starší sestra Alžběta.

## Nemoc, dominikánky a smrt v Paříži
Po smrti svého prvního snoubence, krále Ludvíka Bavorského, v roce 1886 Sofie vážně nervově onemocněla. Do svého lékaře, Franze Josefa Glasera ze Štýrského Hradce, se vášnivě zamilovala. Glaser byl však ženatý otec tří dětí a jeho ruská manželka vyhrožovala, že známost veřejně oznámí. Sofie podle starší literární tradice uprchla s milencem do Merana, ve skutečnosti tam pobývala i se svým manželem a dětmi. Požádala manžela o rozvod, ale ten ji na radu svého švagra, lékaře Karla Theodora, poslal do sanatoria pro duševně choré Maria Grün nedaleko Štýrského Hradce, kde ji ze sexuální náruživosti léčili mimo jiné studenými sprchami, přísným režimem a kontrolou veškeré korespondence. Po sedmi měsících vyléčená Sofie v lednu 1888 odjela do Vídně, kde se setkala mj. se svou sestrou císařovnou Sisi a s neteří, arcivévodkyní Amálií, která si do deníku zapsala, že teta omládla, a je opět usměvavá a veselá. Odtamtud Sofie odcestovala do Paříže, kde vstoupila do řádu dominikánek a pod jménem sestra Marie Madeleine pečovala o potřebné, tuláky a hlavně matky, které zůstaly samy s dětmi. V květnu roku 1897 se dominikánky podílely v Paříži na každoročním dobročinném bazaru. Sofie byla z titulu vévodkyně z Alençonu patronkou a patřila k hlavním organizátorkám. Na tomto bazaru se při promítání krátkých filmů z výparů éteru vznítil film, od něj promítací kabina, od které požár rychle zachvátil celou halu. Žofie organizovala útěk ostatních dívek jejich řádu, a to se jim stalo osudným. Sofie uhořela cestou před zataraseným východem večer dne 4. května 1897. Její tělo i oděv byly ohněm zuhelnatělé k nepoznání, identifikoval ji Sofiin dentista podle zlatých korunek na zubech.  Společný pohřební obřad obětí požáru se konal v katedrále Notre Dame v Paříži. Po něm dal manžel Sofiiny ostatky převézt do nekropole svého rodu na zámek do Dreux.

## Vývod z předků
|                |                                       |  |                                     |                                       |  |  |  |  |  |  |  | Jan Karel Falcko-Gelnhausenský |
|                |                                       |  |                                     |                                       |  |  |  |  |  |  |  |                                |
|                | Vilém Bavorský                        |  |                                     |                                       |  |  |  |  |  |  |  |                                |
|                |                                       |  |                                     |                                       |  |  |  |  |  |  |  |                                |
|                |                                       |  |                                     | Žofie Šarlota Salm-Dhaunská           |  |  |  |  |  |  |  |                                |
|                |                                       |  |                                     |                                       |  |  |  |  |  |  |  |                                |
|                | Pius Augustus Bavorský                |  |                                     |                                       |  |  |  |  |  |  |  |                                |
|                |                                       |  |                                     |                                       |  |  |  |  |  |  |  |                                |
|                |                                       |  |                                     | Fridrich Michal Falcko-Zweibrückenský |  |  |  |  |  |  |  |                                |
|                |                                       |  |                                     |                                       |  |  |  |  |  |  |  |                                |
|                | Maria Anna Falcko-Zweibrückenská      |  |                                     |                                       |  |  |  |  |  |  |  |                                |
|                |                                       |  |                                     |                                       |  |  |  |  |  |  |  |                                |
|                |                                       |  |                                     | Marie Františka Falcko-Sulzbašská     |  |  |  |  |  |  |  |                                |
|                |                                       |  |                                     |                                       |  |  |  |  |  |  |  |                                |
|                | Maxmilián Josef Bavorský              |  |                                     |                                       |  |  |  |  |  |  |  |                                |
|                |                                       |  |                                     |                                       |  |  |  |  |  |  |  |                                |
|                |                                       |  |                                     | Karel Maria Raimund z Arenbergu       |  |  |  |  |  |  |  |                                |
|                |                                       |  |                                     |                                       |  |  |  |  |  |  |  |                                |
|                | Ludvík Engelbert z Arenbergu          |  |                                     |                                       |  |  |  |  |  |  |  |                                |
|                |                                       |  |                                     |                                       |  |  |  |  |  |  |  |                                |
|                |                                       |  |                                     | Luisa Marie de La Marck ze Schleidenu |  |  |  |  |  |  |  |                                |
|                |                                       |  |                                     |                                       |  |  |  |  |  |  |  |                                |
|                | Amálie Luisa Arenberková              |  |                                     |                                       |  |  |  |  |  |  |  |                                |
|                |                                       |  |                                     |                                       |  |  |  |  |  |  |  |                                |
|                |                                       |  |                                     | Louis Joseph de Mailly                |  |  |  |  |  |  |  |                                |
|                |                                       |  |                                     |                                       |  |  |  |  |  |  |  |                                |
|                | Marie Adélaïde Julie de Mailly        |  |                                     |                                       |  |  |  |  |  |  |  |                                |
|                |                                       |  |                                     |                                       |  |  |  |  |  |  |  |                                |
|                |                                       |  |                                     | Adélaïde Julie d'Hautefort            |  |  |  |  |  |  |  |                                |
|                |                                       |  |                                     |                                       |  |  |  |  |  |  |  |                                |
| Sofie Bavorská |                                       |  |                                     |                                       |  |  |  |  |  |  |  |                                |
|                |                                       |  |                                     |                                       |  |  |  |  |  |  |  |                                |
|                |                                       |  | Kristián III. Falcko-Zweibrückenský |                                       |  |  |  |  |  |  |  |                                |
|                |                                       |  |                                     |                                       |  |  |  |  |  |  |  |                                |
|                | Fridrich Michal Falcko-Zweibrückenský |  |                                     |                                       |  |  |  |  |  |  |  |                                |
|                |                                       |  |                                     |                                       |  |  |  |  |  |  |  |                                |
|                |                                       |  |                                     | Karolína Nasavsko-Saarbrückenská      |  |  |  |  |  |  |  |                                |
|                |                                       |  |                                     |                                       |  |  |  |  |  |  |  |                                |
|                | Maxmilián I. Josef Bavorský           |  |                                     |                                       |  |  |  |  |  |  |  |                                |
|                |                                       |  |                                     |                                       |  |  |  |  |  |  |  |                                |
|                |                                       |  |                                     | Josef Karel Falcko-Sulzbašský         |  |  |  |  |  |  |  |                                |
|                |                                       |  |                                     |                                       |  |  |  |  |  |  |  |                                |
|                | Marie Františka Falcko-Sulzbašská     |  |                                     |                                       |  |  |  |  |  |  |  |                                |
|                |                                       |  |                                     |                                       |  |  |  |  |  |  |  |                                |
|                |                                       |  |                                     | Alžběta Augusta Falcko-Neuburská      |  |  |  |  |  |  |  |                                |
|                |                                       |  |                                     |                                       |  |  |  |  |  |  |  |                                |
|                | Ludovika Bavorská                     |  |                                     |                                       |  |  |  |  |  |  |  |                                |
|                |                                       |  |                                     |                                       |  |  |  |  |  |  |  |                                |
|                |                                       |  |                                     | Karel Fridrich Bádenský               |  |  |  |  |  |  |  |                                |
|                |                                       |  |                                     |                                       |  |  |  |  |  |  |  |                                |
|                | Karel Ludvík Bádenský                 |  |                                     |                                       |  |  |  |  |  |  |  |                                |
|                |                                       |  |                                     |                                       |  |  |  |  |  |  |  |                                |
|                |                                       |  |                                     | Karolína Luisa Hesensko-Darmstadtská  |  |  |  |  |  |  |  |                                |
|                |                                       |  |                                     |                                       |  |  |  |  |  |  |  |                                |
|                | Karolína Frederika Vilemína Bádenská  |  |                                     |                                       |  |  |  |  |  |  |  |                                |
|                |                                       |  |                                     |                                       |  |  |  |  |  |  |  |                                |
|                |                                       |  |                                     | Ludvík IX. Hesensko-Darmstadtský      |  |  |  |  |  |  |  |                                |
|                |                                       |  |                                     |                                       |  |  |  |  |  |  |  |                                |
|                | Amálie Hesensko-Darmstadtská          |  |                                     |                                       |  |  |  |  |  |  |  |                                |
|                |                                       |  |                                     |                                       |  |  |  |  |  |  |  |                                |
|                |                                       |  |                                     | Karolína Falcko-Zweibrückenská        |  |  |  |  |  |  |  |                                |
|                |                                       |  |                                     |                                       |  |  |  |  |  |  |  |                                |